# Дагг, Лайалл
Ла́йалл О́стин Дагг (англ. Lyall Austin Dagg; 27 июля 1929, Tisdale, Саскачеван — 14 мая 1975, Келоуна, Британская Колумбия) — канадский кёрлингист. Чемпион мира и чемпион Канады среди мужчин 1964 года.
Играл на позиции четвёртого, был скипом команды.
В 2000 введён (вместе с командой) в Зал славы канадского кёрлинга.

## Достижения
- Чемпионат мира по кёрлингу среди мужчин: золото (1964).
- Чемпионат Канады по кёрлингу среди мужчин: золото (1964), бронза (1970).

## Команды
| Сезон   | Четвёртый   | Третий        | Второй       | Первый        | Турниры           |
| ------- | ----------- | ------------- | ------------ | ------------- | ----------------- |
| 1963—64 | Лайалл Дагг | Лео Хеберт    | Фред Бриттон | Барри Наймарк | ЧК 1964 · ЧМ 1964 |
| 1969—70 | Лайалл Дагг | Барри Наймарк | Лео Хеберт   | Terry Paulson | ЧК 1970           |
| 1970—71 | Лайалл Дагг | Берни Спаркс  | Лео Хеберт   | Барри Наймарк | [ 3 ]             |

(скипы выделены полужирным шрифтом)

## Частная жизнь
Был женат, у них четверо детей, в том числе кёрлингистка и тренер Элейн Дагг-Джексон.
Скончался в возрасте 45 лет от редкого заболевания крови.